# Viorel Vasile Ignatescu
Viorel Vasile Ignatescu (n. 1 ianuarie 1977, Bacău, România) este un fost jucător de fotbal român, care a jucat pentru echipa FCM Bacău.

## Legături externe
- Viorel Vasile Ignatescu la romaniansoccer.ro